# Université d'État de Cleveland
Pour les articles homonymes, voir CSU.
L'université d'État de Cleveland (en anglais : Cleveland State University ou CSU) est une université américaine située à Cleveland dans l'État de l'Ohio.

## Historique
Fondé en 1923, le Fenn College est devenu la Cleveland State University en 1964.

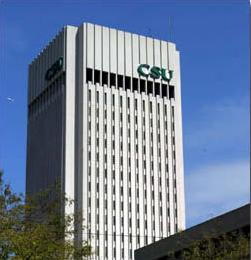
Le Rhodes Tower, l'un des bâtiments de l'université d'État de Cleveland.